# 穆奇卡山
12°15′29″S 75°47′32″W / 12.25806°S 75.79222°W
穆奇卡山（Muchka），是秘魯的山峰，位於該國中南部利馬大區，由阿利斯區和維蒂斯區負責管轄，屬於秘魯中部山脈的一部分，海拔高度4,600米。